# سادو (نييغاتا)
مدينة سادو (بالإنجليزية: Sado)‏ هي أحد المدن التابعة لمحافظة نييغاتا. تأسست رسميًا في 01/03/2004. ويقدر عدد سكانها بـ 65037 نسمة حسب تقدير مكتب الإحصاء الياباني لعام 2012. تبلغ مساحة سادو 855.26 كم2. بكثافة سكانية تبلغ 76 نسمة/كم2.

## المناخ
يظهر الجدول التالي التغييرات المناخية على مدار السنة لسادو:
| البيانات المناخية لـسادو          | البيانات المناخية لـسادو | البيانات المناخية لـسادو | البيانات المناخية لـسادو | البيانات المناخية لـسادو | البيانات المناخية لـسادو | البيانات المناخية لـسادو | البيانات المناخية لـسادو | البيانات المناخية لـسادو | البيانات المناخية لـسادو | البيانات المناخية لـسادو | البيانات المناخية لـسادو | البيانات المناخية لـسادو | البيانات المناخية لـسادو |
| الشهر                             | يناير                    | فبراير                   | مارس                     | أبريل                    | مايو                     | يونيو                    | يوليو                    | أغسطس                    | سبتمبر                   | أكتوبر                   | نوفمبر                   | ديسمبر                   | المعدل السنوي            |
| --------------------------------- | ------------------------ | ------------------------ | ------------------------ | ------------------------ | ------------------------ | ------------------------ | ------------------------ | ------------------------ | ------------------------ | ------------------------ | ------------------------ | ------------------------ | ------------------------ |
| متوسط درجة الحرارة الكبرى °م (°ف) | 5.4 (41.7)               | 5.2 (41.4)               | 8.4 (47.1)               | 14.4 (57.9)              | 19.0 (66.2)              | 22.5 (72.5)              | 26.4 (79.5)              | 28.8 (83.8)              | 24.8 (76.6)              | 19.4 (66.9)              | 13.9 (57.0)              | 8.8 (47.8)               | 16.4 (61.5)              |
| المتوسط اليومي °م (°ف)            | 2.9 (37.2)               | 2.7 (36.9)               | 5.2 (41.4)               | 10.5 (50.9)              | 15.0 (59.0)              | 18.9 (66.0)              | 23.2 (73.8)              | 25.1 (77.2)              | 21.1 (70.0)              | 15.6 (60.1)              | 10.6 (51.1)              | 6.0 (42.8)               | 13.1 (55.5)              |
| متوسط درجة الحرارة الصغرى °م (°ف) | 0.2 (32.4)               | −0.1 (31.8)              | 1.8 (35.2)               | 6.5 (43.7)               | 11.0 (51.8)              | 15.5 (59.9)              | 20.2 (68.4)              | 21.9 (71.4)              | 17.8 (64.0)              | 12.0 (53.6)              | 7.1 (44.8)               | 3.1 (37.6)               | 9.7 (49.6)               |
| الهطول مم (إنش)                   | 137.5 (5.41)             | 101.8 (4.01)             | 89.8 (3.54)              | 102.1 (4.02)             | 99.2 (3.91)              | 125.3 (4.93)             | 161.3 (6.35)             | 137.4 (5.41)             | 160.7 (6.33)             | 127.0 (5.00)             | 158.8 (6.25)             | 162.3 (6.39)             | 1٬563٫2 (61.55)          |
| متوسط تساقط الثلوج سم (إنش)       | 50 (20)                  | 42 (17)                  | 11 (4.3)                 | 0 (0)                    | 0 (0)                    | 0 (0)                    | 0 (0)                    | 0 (0)                    | 0 (0)                    | 0 (0)                    | 1 (0.4)                  | 18 (7.1)                 | 122 (48.8)               |
| متوسط الرطوبة النسبية (%)         | 71                       | 70                       | 67                       | 69                       | 74                       | 81                       | 83                       | 80                       | 76                       | 71                       | 70                       | 71                       | 74                       |
| ساعات سطوع الشمس الشهرية          | 50.2                     | 74.5                     | 140.8                    | 180.0                    | 208.5                    | 173.5                    | 173.0                    | 215.3                    | 152.8                    | 152.7                    | 91.1                     | 52.9                     | 1٬665٫3                  |
| المصدر: NOAA (1961-1990)          |                          |                          |                          |                          |                          |                          |                          |                          |                          |                          |                          |                          |                          |

## معرض صور

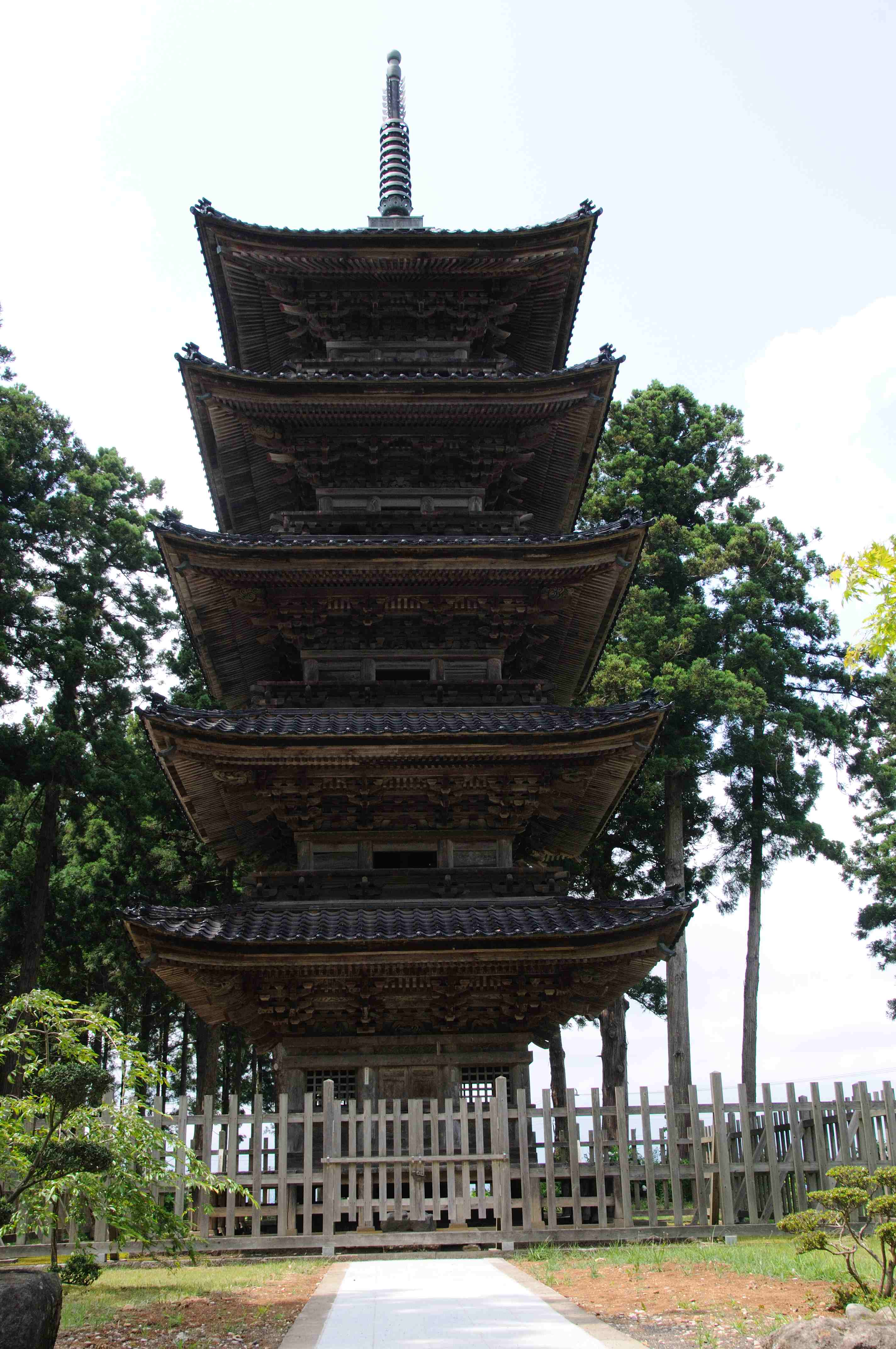
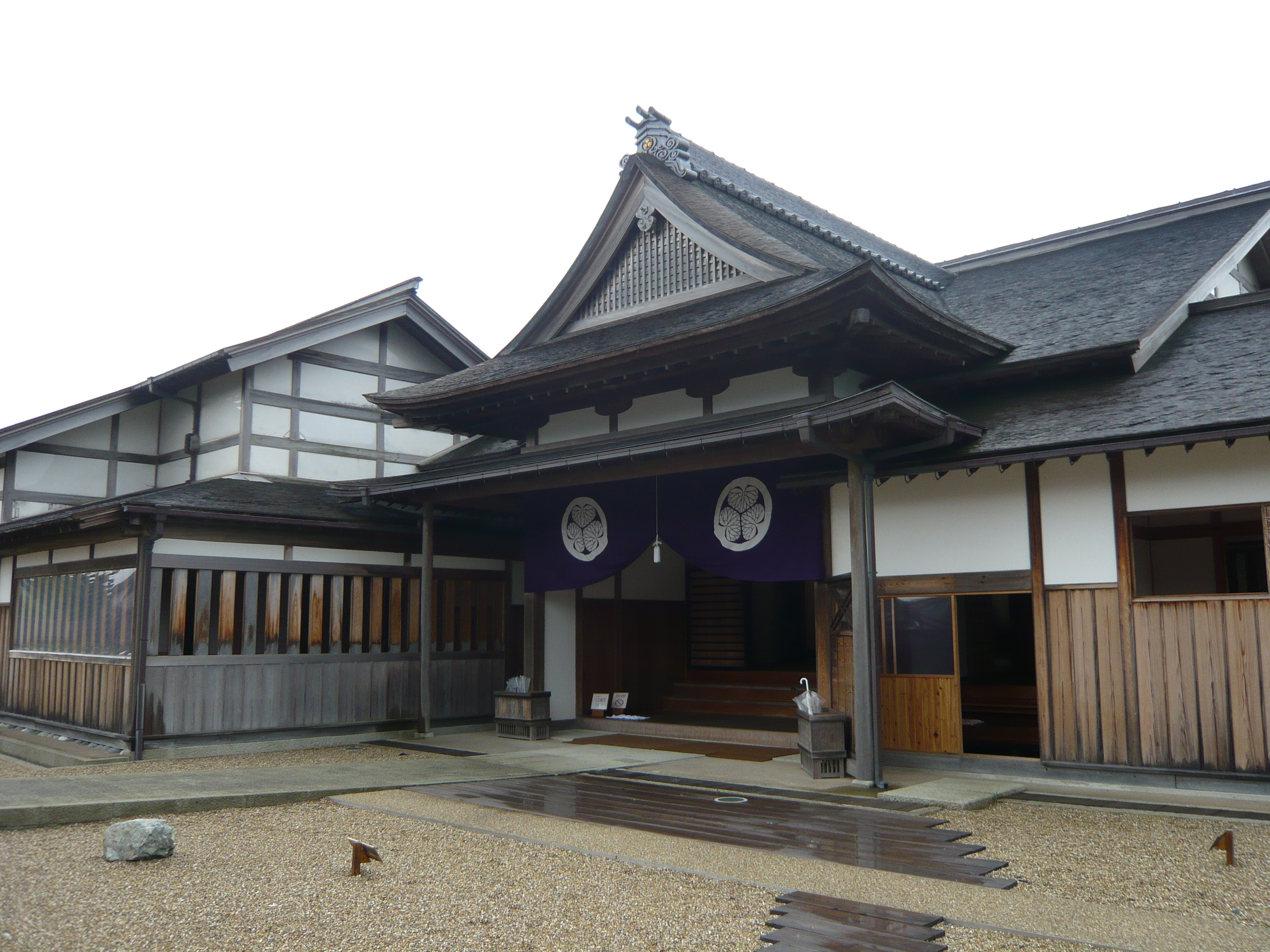
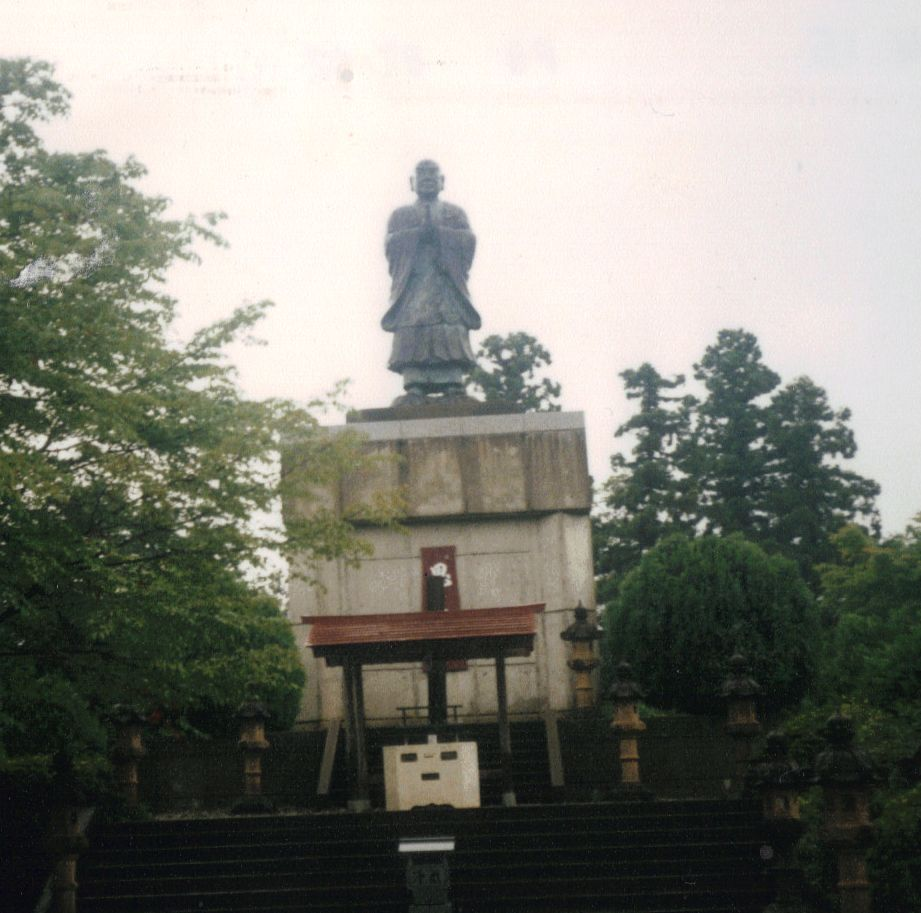
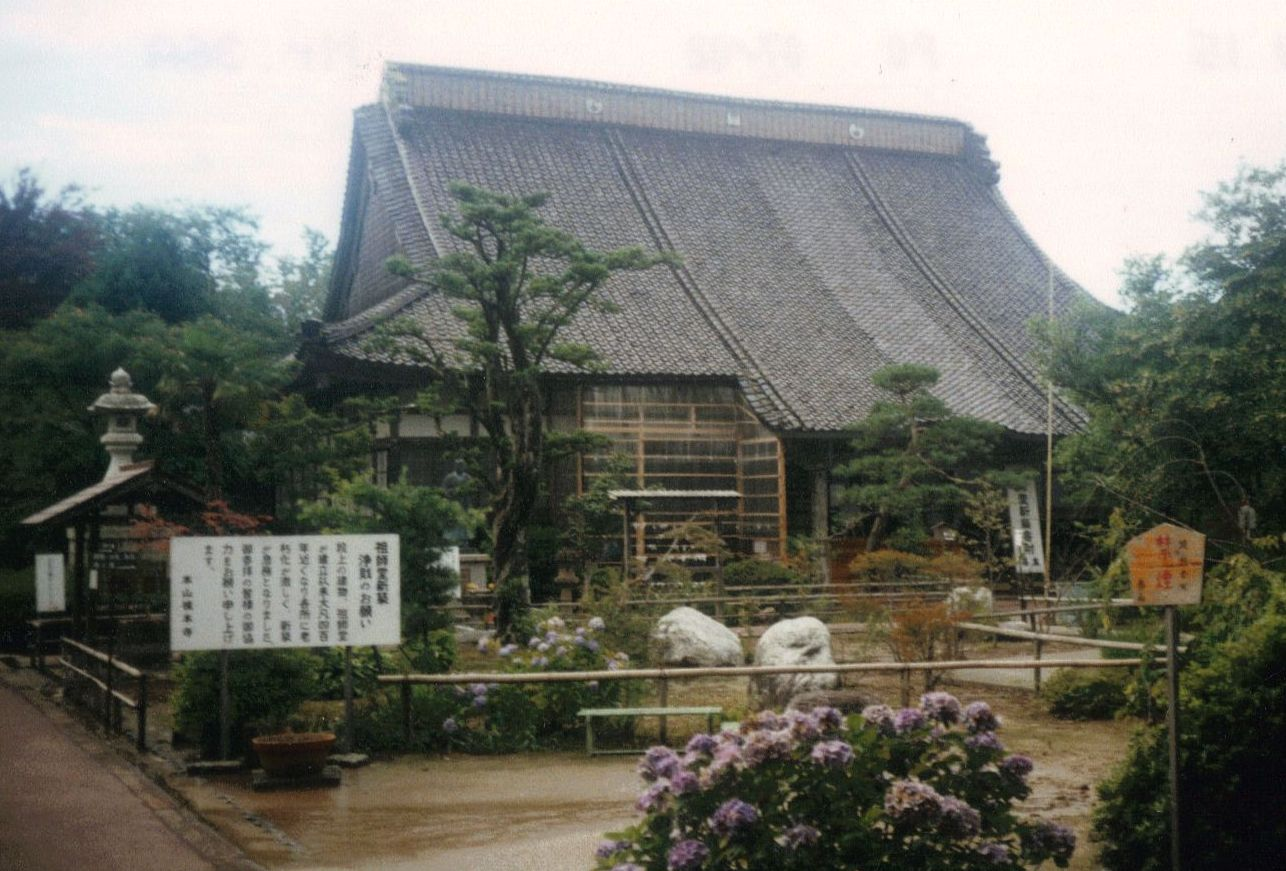
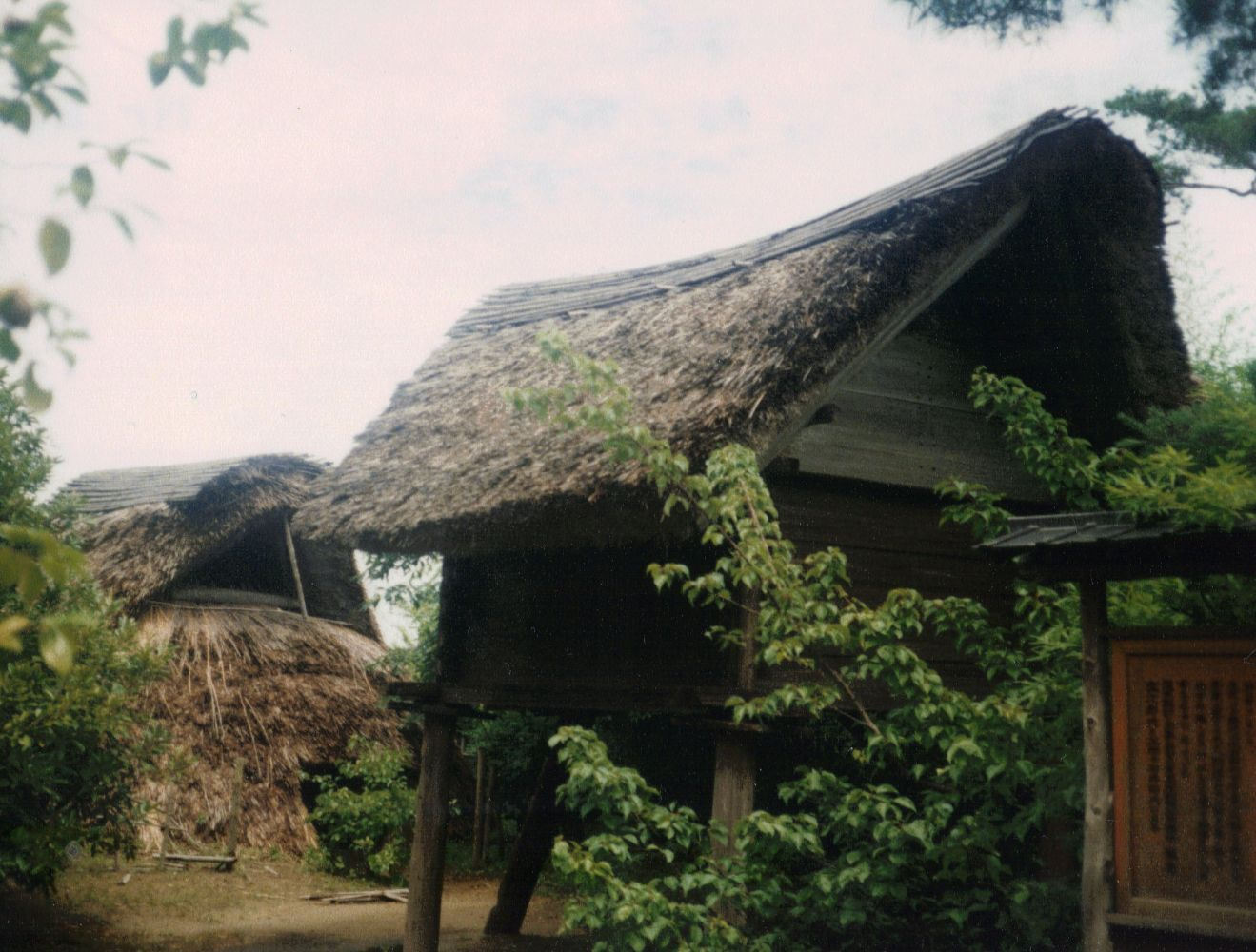

## أعلام
- تشارلز روبرت جينكينز
- هيتومي ناباتامي
- تاكاشي ماسودا